# Spinaria bicolor
Spinaria bicolor är en stekelart som beskrevs av Szepligeti 1902. Spinaria bicolor ingår i släktet Spinaria och familjen bracksteklar. Inga underarter finns listade i Catalogue of Life.